# Le Québécois
 (décembre 2011).
Le Québécois est un journal indépendantiste fondé en 2001 par les journalistes Patrick Bourgeois et Pierre-Luc Bégin.
Il a récemment fait parler de lui dans le cadre de la controverse entourant la nomination de Michaëlle Jean au poste de gouverneure générale désignée[réf. nécessaire].
Il compte entre autres comme collaborateurs Jacques Parizeau, Claude Jasmin, Jacques Côté et René Boulanger. Le cinéaste Pierre Falardeau a également régulièrement collaboré au journal.
Le journal Le Québécois possède également :
- Les éditions du Québécois, sous la direction de Pierre-Luc Bégin
- La radio en ligne Québec-Radio, sous la direction de Yannick Zurek
- Un organisme de militantisme appelé le RRQ (Réseau de Résistance du Québécois)